# Diego Markic
Diego Markic (Núñez, Buenos Aires, Argentina,9 de enero de 1977) es un exfutbolista argentino que se desempeñó como mediocampista central. Desde 2011 integra el cuerpo técnico de Rodolfo Arruabarrena, siendo uno de sus ayudantes de campo.

## Trayectoria
Creció como jugador en las categorías inferiores del Platense y Argentinos Juniors, donde debutó en 1996. En 1999 llegó al Bari en la Serie A de Italia. Con los gallos jugó en cinco campeonatos entre Serie A y Serie B. En 2004 regresó a la Argentina para incorporarse a Colón, y en 2005 pasó a jugar en Quilmes, donde se retiró posteriormente.

## Selección juvenil
A comienzos de 1997, José Pekerman lo convocó a la selección argentina sub-20 con motivo del Campeonato Sudamericano Sub-20 realizado en Chile. Argentina se consagró campeón sudamericano después de 30 años. Luego, participó de la Copa Mundial Sub-20 realizada en Malasia. El 5 de julio de 1997 Argentina se consagró campeón tras vencer a Uruguay 2-1.

### Participaciones
| Copa                     | Sede  | Resultado |
| ------------------------ | ----- | --------- |
| Sudamericano Sub-20 1997 | Chile | Campeón   |

| Mundial                   | Sede    | Resultado |
| ------------------------- | ------- | --------- |
| Copa Mundial juvenil 1997 | Malasia | Campeón   |

## Clubes
| Club               | País      | Año         |
| ------------------ | --------- | ----------- |
| Argentinos Juniors | Argentina | 1996 - 1999 |
| Bari               | Italia    | 1999 - 2004 |
| Colón              | Argentina | 2004 - 2005 |
| Quilmes            | Argentina | 2005 - 2007 |

## Palmarés

### Copas internacionales
| N.º | Título              | Selección                  | País    | Año  |
| --- | ------------------- | -------------------------- | ------- | ---- |
| 1   | Sudamericano Sub-20 | Selección Argentina Sub-20 | Chile   | 1997 |
| 2   | Copa Mundial Sub-20 | Selección Argentina Sub-20 | Malasia | 1997 |